# Capparis spinosa
Capparis spinosa (bạch hoa) là một loài thực vật có hoa trong họ Capparaceae. Loài này được L. mô tả khoa học đầu tiên.. Cây thường được trồng lấy nụ hoa sử dụng trong ẩm thực, cho hương vị khá gần với ô liu.